# Вулиця Старицького (Київ)
Ву́лиця Стари́цького — вулиця в Подільському районі міста Києва, місцевість Біличе поле. Пролягає від Замковецької вулиці до провулку Старицького.

## Історія
Виникла у 1-й половині XX століття під назвою (2-а) Замковецька вулиця. Сучасну назву набула 1955 року, на честь Михайла Старицького, українського письменника та драматурга.